# Chosrow-Reservat
Das Chosrow-Reservat liegt im Südwesten Armeniens in der Provinz Ararat, südöstlich der Hauptstadt Jerewan. 
Das Gebiet steht seit 1958 unter Schutz und umfasst eine Fläche von knapp 240 km².

## Geschichte
Der Schutz des Reservates geht bis ins 4. Jahrhundert zurück, als der Armenische Herrscher Chosrav III. zwei Jagdreservate am Azat-Fluss unter seinen Schutz stellte, von denen eines bis heute als „Chosrow-Wald“ bekannt ist und dem Schutzgebiet Chosrow zum Namen verhalf. Im benachbarten Ort Garni liegt eine ehemalige Sommerresidenz der armenischen Könige, die zwischen dem 3. und 13. Jahrhundert errichtet wurde.
Im Jahr 1958 wurde unter sowjetischer Herrschaft das Chosrow-Reservat auf einer Fläche von 148,6 km² ausgewiesen, das im Jahr 1990 auf 293 km² erweitert wurde. In den Jahren 2006–2007 wurde das Schutzgebiet allerdings auf 238,8 km² verkleinert, wobei unter anderem die Lebensräume des bedrohten Armenischen Wildschafs (Ovis orientalis gmelinii) aus dem Reservat ausgegliedert und an Privathände abgegeben wurden.
Der offizielle Schutzstatus des Chosrow-Reservats wird von der IUCN in die Kategorie Ia eingeteilt.

## Klima
Das Klima des Schutzgebietes ist insgesamt kontinental geprägt. Durch die Höhenunterschiede ergeben sich mehrere Klimazonen.
Die tiefer gelegenen Regionen zwischen 900 und 1300 m sind relativ arid und empfangen im Jahr nur durchschnittlich 350–450 mm Niederschlag. Die Winter sind hier mit Januar-Durchschnittstemperaturen von −4 °C relativ mild. Gelegentlich bedeckt eine Schneedecke diese Landstriche. Der Sommer ist lang und trocken.
Die durchschnittliche Niederschlagsmenge in den Regionen zwischen 1400 und 2000 m beträgt 500–600 mm, im Januar liegen die Durchschnittstemperaturen in diesen Lagen bei −5 bis −7 °C, können aber auch bis −30 °C fallen. Während der Monate November bis März liegt eine dauerhafte Schneedecke in diesen Bereichen.
Auf 2000–2500 m Höhe können die Temperaturen auf bis zu −42 °C abfallen und liegen im Januar durchschnittlich bei −8 bis −12 °C. In diesen Gebirgslagen ist der Sommer kurz und relativ kühl. Die durchschnittliche Niederschlagsmenge in diesen Höhen liegt bei etwa 800 mm im Jahr.

## Landschaft und Vegetation
Die Landschaft des Reservats ist stark zerklüftet und besteht vor allem aus Plateaus, die von tiefen Schluchten zerschnitten sind. Die meisten Hänge des Reservats sind daher relativ steil. Etwa die Hälfte der geschützten Fläche liegt in Höhenlagen zwischen 1500 und 2300 m. Unterhalb von 1500 m dominieren vor allem so genannte „Badlands“.
Zahlreiche Quellen entspringen den Bergen, Seen und Sumpfgebiete sind dagegen selten. Lediglich zwei Gebirgsflüsse, der Azat und der Wedi mit ihren Zuflüssen liegen im Reservat. Beide kommen vom Geghama-Gebirge und schürfen auf ihrem Weg nach Südwesten große V-förmige Täler aus.
In den ariden Tieflagen zwischen 900 und 1250 m dominieren Halbwüsten, darüber tritt bis in eine Höhe von etwa 2500 m Grasland auf, das ab einer Höhe von 1500 m mit lichten Wacholderwäldern und ab 1600 m auch mit Eichenwäldern durchsetzt sind. Oberhalb von 2500 m liegen subalpine und alpine Matten. Insgesamt bedecken Wälder etwa 16 % der Parkfläche, Grasländer etwa 20 % und xerophile Pflanzengesellschaften auf felsigem Gelände etwa 64 %.
Die Landschaft wird seit jeher durch die ansässige Bevölkerung beeinflusst. Obwohl 1985 einige Landflächen aufgegeben wurden, wobei die Besitzer entschädigt wurden, liegen einige Dörfer innerhalb des Reservates. Derzeit bewirtschaften etwa 40 Familien insgesamt ungefähr 20 ha Land im Schutzgebiet. Das Gorovan-Reservat, das am Rand des Chosrow-Reservats liegt, und das einzige echte Wüstenschutzgebiet Armeniens darstellt, wird durch Sandabbau und Weideviehhaltung ausgebeutet.
Unweit des Reservats liegt das Kloster Geghard, das zum Weltkulturerbe der UNESCO gehört.

## Tierwelt
Ursprünglich kamen im Reservat 41 Säugetierarten vor. Durch die Ausgliederung der Urts-Gebirgskette gingen jedoch wertvolle Trockengebiete verloren, wodurch 12 Arten nun nicht mehr im Reservat anzutreffen sind. Zu diesen Trockenspezialisten zählen der Langohrigel (Hemiechinus auritus), verschiedene Wüstenrennmäuse (M. dahli, M. vinogradovi, M. tristrami), zwei Arten von Pferdespringern und die Asiatische Wildkatze (Felis lybica ornata). Auch das seltene Armenische Wildschaf (O. o. gmelinii) kommt durch die Verkleinerung des Schutzgebietes nur noch außerhalb der geschützten Bereiche im Urts-Gebirge vor. Vorher war das Chosrow-Reservat das einzige Schutzgebiet Armeniens, in dem die Art vorkam. Durch die Abgabe der betreffenden Gebiete an private Hände, wurde die Wahrscheinlichkeit, dass die Wildschafe im Bereich des Urts überleben, deutlich gemindert. Das derzeit von den Tieren genutzte Gebiet ist nur etwa 20 km × 8 km groß und wird immer stärker von Siedlungen eingeschlossen. Wildschafe kommen in Armenien sonst nur in den südlichen Sangesur-Bergen im Südosten des Landes vor.
Dennoch ist das Reservat immer noch mit einer reichhaltigen Tierwelt und einigen besonders seltenen Arten ausgestattet. So kommt der Persische Leopard (P. p. saxicolor), der Syrische Braunbär (U. a. syriacus), die Wildziege (C. aegagrus) und der Tigeriltis (Vormela peregusna peregusna) noch in dem Reservat vor.
Darüber hinaus leben Wildschweine (Sus scrofa), Wölfe (Canis lupus), Eurasische Luchse (Lynx lynx), Rotfüchse (Vulpes vulpes), Dachse (Meles meles), Hasen (Lepus europaeus), Mauswiesel (Mustela nivalis) und Steinmarder (Martes foina) im Schutzgebiet. Kürzlich konnte sogar das Indische Stachelschwein (H. indica) nachgewiesen werden.
Die 192 Vogelarten machen 56 % der Vogelarten ganz Armeniens aus. Davon nisten 83 Arten auch im Schutzgebiet. Fünf besonders bedrohte Vogelarten finden im Chosrow-Reservat noch angemessene Lebensräume vor. Dies sind der Mönchsgeier (Aegypius monachus), die Steppenweihe (Circus macrourus), der Rötelfalke (Falco naumanni), die Blauracke (Coracias garrulus) und der Halbringschnäpper (Ficedula semitorquata). Daneben ist besonders die große Vielfalt an Greifvögeln beachtenswert. Bartgeier (Gypaetus barbatus), Schmutzgeier (Neophron percnopterus), Gänsegeier (Gyps fulvus), Wanderfalke (Falco peregrinus), Lannerfalke (Falco biarmicus) sind nur eine Auswahl. Hühnervögel sind durch Kaspikönigshuhn (Tetraogallus caspius), Chukarhuhn (Alectoris chukar), Rebhuhn (Perdix perdix) und Wachtel (Coturnix coturnix) vertreten. Die Halbwüstengebiete werden beispielsweise von Ziegenmelkern (Caprimulgus europaeus) und Europäischen Bienenfressern (Merops apiaster) bevölkert.
Bei den 33 Reptilienarten sind die Agamenart Laudakia caucasia, der Scheltopusik (Pseudopus apodus), die Armenische Bergotter (Vipera raddei), die Maurische Landschildkröte (Testudo graeca), die Skinkarten Trachylepis septemtaeniata und Eumeces schneideri, die Europäische Katzennatter (Telescopus fallax), die Ravergiers Zornnatter (Coluber ravingieri), die Armenische Wiesenotter (Vipera eriwanensis) und die Levanteotter (Vipera lebetina) erwähnenswert. Daneben leben 5 Amphibien- und 9 Fischarten im Gebiet.
Insektenarten wurden 1427 gezählt, Weichtiere stellen 62 und Skorpione 3 Arten.

## Tourismus
In der Pufferzone des Reservates liegen ein Besucherzentrum mit Campingplatz (Garni-Distrikt) und ein Touristenzentrum, ebenfalls mit Campingplatz (Chosrow-Distrikt). Beim Dorf Schatin, das in der Nähe des Reservats liegt, können Wildziegen beobachtet werden, die sich an die Nähe von Menschen gewöhnt haben.